# Чарна-Домбрувка (Вейгеровський повіт)
Чарна-Домбрувка (пол. Czarna Dąbrówka) — село в Польщі, у гміні Шемуд Вейгеровського повіту Поморського воєводства.
У 1975-1998 роках село належало до Гданського воєводства.